# Ostatnia brygada (powieść)
Ostatnia brygada – powieść obyczajowa Tadeusza Dołęgi-Mostowicza z 1930 roku. Powieść była drukowana w odcinkach równocześnie w katowickim dzienniku "Polonia" i warszawskim „ABC” w roku 1930. Wydanie książkowe ukazało się w roku 1932. Była to pierwsza drukowana powieść autora, który wcześniej zajmował się dziennikarstwem.

## Treść
Andrzej Dowmunt, który zdobył duży majątek w Afryce, powraca do kraju, by swój kapitał zainwestować w ojczyźnie. Ku swemu zaskoczeniu spostrzega, że polskie elity nie dbają o los odrodzonego państwa i jego sytuacji gospodarczej, a jedynie o swój prywatny interes. Mimo oporów Andrzej stopniowo staje się częścią zepsutych elit i prowadzi puste życie. Jako człowiek zamożny i przystojny, ma duże powodzenie u kobiet. Styka się z powszechnym zepsuciem moralnym. Wikła się w niefortunny romans z Leną, zmysłową żoną bogatego bankiera, która okazuje się agentką sowieckiego wywiadu, a także z nastoletnią Ireną, zdemoralizowaną córką arystokratów. Po burzliwej rozmowie z przyjacielem z czasów studenckich, posłem Michałem Żegotą, miotany wyrzutami sumienia, postanawia uporządkować życie i wykorzystać swój majątek dla rozwoju ekonomicznego kraju. Żeni się z młodą Martą Rzecką i otwiera przedsiębiorstwo handlu zbożem „Adrol“. Szczęście rodzinne i powodzenie w interesach zakłóca jednak wieść o śmiertelnej chorobie Michała. Odwiedzając przyjaciela Andrzej spotyka Ewę, swoją pierwszą studencką miłość.

## Tytuł
Tytuł powieści nawiązuje do członków tzw. "czwartej brygady" – grupy karierowiczów, dorabiających sobie rzekomą legionową przeszłość po to, aby znaleźć się w sanacyjnym obozie władzy. Powieść nie ma jednak charakteru antysanacyjnego. Piętnuje ona całość elit politycznych oraz gospodarczych kraju, a wręcz całe ostatnie pokolenie wychowane w czasie zaborów i dotknięte skutkami I wojny światowej. Pokolenie to nazwane jest przez autora "ostatnią brygadą".

W ostatnim rozdziale powieści autor wkłada w usta głównego bohatera słowa:
Nie naród, nie naród, tylko nasze pokolenie, zdemoralizowane niewolą, zdeprawowane wojną. Nasze pokolenie, pokolenie rozbitych ołtarzy, podeptanych tradycyj, wyzute z dogmatów. Pokolenie, któremu, gdy zabrakło ideału walki o niepodległość — zabrakło steru i busoli. Dojutrki. Mówimy: „pierwsza brygada“ „czwarta brygada“… Całe nasze pokolenie jest tą ostatnią brygadą niewoli, ostatnią brygadą wielkiej wojny… I póki nie wymrze to pokolenie, póki nie przyjdzie pomór na ostatnią brygadę, póty nie zacznie się nowe życie.

## Ekranizacja
Na podstawie książki w 1938 roku powstał film fabularny wyświetlany alternatywnie pod tytułami Prawo do szczęścia lub Ostatnia brygada.